# Bolax zoubkoffi
Bolax zoubkoffi är en skalbaggsart som beskrevs av Fischer Von Waldheim 1829. Bolax zoubkoffi ingår i släktet Bolax och familjen Rutelidae. Inga underarter finns listade.